# Nabitenga (Zorgho)
Pour les articles homonymes, voir Nabitenga.
Ne doit pas être confondu avec Tintog-Nabitenga.
Nabitenga est une commune rurale située dans le département de Zorgho de la province du Ganzourgou dans la région Plateau-Central au Burkina Faso.

## Santé et éducation
Les centres de soins les plus proches de Nabitenga sont le centre de santé et de promotion sociale (CSPS) et le centre médical avec antenne chirurgicale (CMA) de Zorgho.